# Диодор Карадзис
Диодор (на гръцки: Διόδωρος, Диодорос) е гръцки духовник, митрополит на Цариградската патриаршия.

## Биография
Роден е с фамилията Карадзис (Καράτζης) в 1880 година в Триглия, Османската империя. Завършва богословското училище на остров Халки в 1903 година. Проповедник е в Сярската епархия, директор на Централното гръцко училище в Алистрат, където развива активна антибългарска дейност, и архидякон в Смирненската митрополия.
От 26 януари или 26 февруари 1912 до 30 март 1913 година е мосхонисийски епископ.
На 30 или 31 март 1913 година е избран от Светия синод на Солунската митрополия за епископ на Камбания. В 1924 година е въздигнат в митрополит.
В 1931 година е преместен в Сятища и на 4 януари 1931 година Диодор е интронизиран като сисанийски митрополит. След смъртта на митрополит Агатангел в 1929 година епархията остава без митрополит, тъй като кожанският, гревенският и костурският митрополит правят опити да я ликвидират и да разделят диоцеза ѝ.
Умира на 21 ноември 1944 година в Атина.